# Stade Saint-Jacques
Pour le nouveau stade, voir Parc Saint-Jacques.
Le stade Saint-Jacques était un stade de football situé à Bâle en Suisse. Construit pour la Coupe du monde de football de 1954, il accueillait également les rencontres à domicile du FC Bâle de 1954 à 1998.
Quatre finales de la Coupe d'Europe des vainqueurs de coupe de football se sont déroulées dans son enceinte, ainsi que des grands concerts, dont deux de Michael Jackson, un de Pink Floyd, ou encore un de Bruce Springsteen.
Il est détruit en 1999 pour laisser sa place à un nouveau stade : le Parc Saint-Jacques.

## Événements
Football
- Coupe du monde de football de 1954
- Finale de la Coupe d'Europe des vainqueurs de coupe de football 1968-1969, 21 mai 1969
- Finale de la Coupe d'Europe des vainqueurs de coupe de football 1974-1975, 14 mai 1975
- Finale de la Coupe d'Europe des vainqueurs de coupe de football 1978-1979, 16 mai 1979
- Finale de la Coupe d'Europe des vainqueurs de coupe de football 1983-1984, 16 mai 1984

Concerts
- Michael Jackson : le 16 juin 1988 lors du Bad World Tour et le 25 juillet 1997 lors du HIStory World Tour.
- Metallica lors du Nowhere Else to Roam (en), 16 juin 1993
- Pink Floyd le 6 aôut 1994 (derniére tournée du groupe)
- Bruce Springsteen en 1998.